# The Takeover
The Takeover is een Nederlandse actie-thriller uit 2022, geregisseerd door Annemarie van de Mond.

## Verhaal
Bij het ontdekken van een datalek is het leventje van ethische hacker Mel niet meer hetzelfde. Als Mel wordt beschuldigd van moord die ze niet heeft gepleegd, moet ze uit handen blijven van de politie om haar onschuld te bewijzen. Hierbij zal ze de criminelen moeten opsporen die haar chanteren.

## Rolverdeling
| Acteur           | Personage     |
| ---------------- | ------------- |
| Holly Mae Brood  | Mel Bandison  |
| Géza Weisz       | Thomas Deen   |
| Frank Lammers    | Buddy         |
| Susan Radder     | Rosa          |
| Walid Benmbarek  | Dries Daoudi  |
| Noortje Herlaar  | Linde Van Erp |
| Lawrence Sheldon | Rogers        |

## Ontvangst
Ondanks negatieve recensies, werd The Takeover op Netflix een internationale hit. In de periode van 1 november tot en met 6 november 2022 stond de film wereldwijd op de nummer twee van de top tien beste niet-Engelstalige films en was binnen een week tijd al voor ruim 25 miljoen uren bekeken.